# Manoir de la Faucherie
Le manoir de la Faucherie dit aussi château de la Faucherie est une ancienne demeure fortifiée  des XVe – XVIe siècles, remaniée au XIXe siècle, qui se dresse sur le territoire de la commune française du Mesnillard dans le département de la Manche, en région Normandie.
Le manoir, demeure privée qui ne se visite pas, est partiellement inscrit au titre des monuments historiques.

## Localisation
Le manoir de la Faucherie est situé à 1 kilomètres à l'ouest de l'église du Mesnillard, dans le département français de la Manche.

## Historique
L'édifice possession des Cordon de la Faucherie et leurs descendants, est acquis par Guillaume Cordon, sieur de la Lande, avocat et sénéchal en 1583. 
Joseph de Robillard de Beaurepaire (1830-1906) l'a habité. Fils d'Hippolyte de Robillard de Beaurepaire, avocat, mort à 36 ans, qui avait laissé six enfants en bas âge dont Eugène l'aîné (1827-1899), historien et Charles (1828-1908), archiviste-paléographe, les frères de Joseph. Ce dernier avait épousé Eulalie du Mesnil en 1862, fille d'Arnaud du Mesnil et d'Eulalie Cordon de la Faucherie, et fut maire du Mesnillard, où il décéda.

## Description
Le manoir, des XVe – XVIe siècle, comportait des douves qui ont disparu, remplacées par les jardins. Sur l'arrière on trouve une tour carrée. La façade a été embellie : les fenêtres ont été agrandies, échauguette à colombages, balcon, corbeaux sous toiture.
Les douves ont été remplacés par des jardins qui comprend une belle avenue ombragée.

## Protection
Les façades et toitures du manoir, y compris celles du pavillon carré à l'angle sud-ouest ; la tour d'escalier, avec son pigeonnier ; les murs-pignons du logis primitif et les deux cheminées de granit au rez-de-chaussée sont inscrits au titre des monuments historiques par arrêté du 27 décembre 1989.